# 灵感大厦
灵感大厦（英語：Ilham Tower，缩写为 IB大厦 ），是位于马来西亚吉隆坡宾甲路的一座摩天大楼。它于2015年竣工，是目前马来西亚第七高的建筑。

## 简介
灵感大厦于2015年建成，高度为274米（899英尺），屋顶高度则为255.2米（837英尺）。该大厦地上楼层共有58层，地下为4层，包括33层办公套房和22层服务式公寓。该大厦的总建筑的面积达到了1,000,000平方英尺（93,000 平方米）。 
该大厦也为员工和访客提供停车设施。

## 设计
灵感大厦的建筑以其的特别线条和形式，成为这座城市的地标。该大厦的对角外架构由三角形混凝土框架和外部桁架组成，与建筑物结构装甲内的优雅玻璃相抵消。